# Верещакская волость
Вереща́кская волость — административно-территориальная единица в составе Суражского (с 1921 — Клинцовского) уезда.
Административный центр — село Верещаки.

## История
Волость образована в ходе реформы 1861 года.
В ходе укрупнения волостей, в середине 1920-х годов Верещакская волость была упразднена, а её территория почти в полном составе присоединена к Ущерпской волости (кроме посада Святского, переданного в Новозыбковскую волость, и села Неглюбка, переданного в Рогачёвский уезд и ныне входящего в состав Белоруссии).
Ныне территория бывшей Верещакской волости разделена между Клинцовским и Новозыбковским районами Брянской области.

## Административное деление
В 1919 году в состав Верещакской волости входили следующие сельсоветы: Верещакский, Вихолкский, Катичский, Кожановский, Неглюбский, Несвоевский, Новоалексеевский, Святский, Увельский, Яловский.